# Round Mountain (Teksas)
Round Mountain je gradić u američkoj saveznoj državi Teksas. Prema popisu stanovništva iz 2010. u njemu je živjelo 181 stanovnika.